# 趕屍先生
《趕屍先生》是一部2001年香港殭屍片，由梁鴻華編劇和導演，鄭家生任武術指導，羅嘉良、周海媚、萬綺雯、黎耀祥、元華和苑瓊丹主演。

## 劇情簡介
這一案件原來牽涉到皇上下的一道密摺， 巫師哈拉卓（元華）命其手下從死首中找出密函下落。馬小靈（苑瓊丹）和毛教授（黎耀祥）向來不和，在趕屍途中不斷鬥嘴鬥法而漸生情愫，南毛的徒兒雷震子（羅嘉良）及北馬的乾女兒天姬（周海媚）兩人卻一見鍾情。雷震子路上遇上了前來調查的東瀛密探金田一（萬綺雯），風情萬種、行為獨特的金田卻好似對雷震子情有獨鍾。雷震子誤中哈拉桌下的蠱毒，幸得天姬等人相救，在病中意外與細心照顧他的金田一發生了關係。哈拉卓王正和金蓮產下鬼胎，[2] 根據混元秘籍所載：鬼胎的誕生將帶來人間災難。此時，天姬和震子兩人為救蒼生決定以死還陽阻止鬼胎的禍亂人間，密函裏究竟藏了什麼秘密，眾人又能否順利斬妖除魔，三人的感情又該何去何從呢？

## 角色介紹
- 羅嘉良飾雷震子（粵語配音：陳欣）
- 周海媚飾天姬
- 萬綺雯飾金田一
- 苑瓊丹飾馬小靈（粵語配音：黃鳳英）
- 黎耀祥飾毛較壽
- 元華飾哈拉卓

## 外部連結
- 香港影庫上《趕屍先生》的資料（繁體中文）
- 互联网电影数据库（IMDb）上《趕屍先生》的资料（英文）
- 豆瓣电影上《趕屍先生》的資料 （简体中文）
- 时光网上《趕屍先生》的資料（简体中文）